# Discographie de Phil Collins
Cette page regroupe la discographie de Phil Collins. Durant sa carrière, il a sorti huit albums studios, un album live, deux compilations, seize albums vidéos, trente-huit clips, quarante-cinq singles, deux bandes originales et un album de remix. Récipiendaire d'un Grammy Award et d'un Oscar, le batteur a vendu plus de 33 millions d'albums aux États-Unis et 150 millions d'albums dans le monde.

## Albums

### Album studio
| Albums                                                                                                  | Meilleure place | Meilleure place | Meilleure place | Meilleure place | Meilleure place | Meilleure place | Meilleure place | Meilleure place | Meilleure place | Meilleure place | Meilleure place | Meilleure place | Meilleure place | Certifications |
| Albums                                                                                                  | UK              | FR ,            | AUS             | AUT             | CAN ,           | GER             | IT              | NLD             | NOR             | SWE             | SWI             | NZ              | US              | Certifications |
| --- | --------------- | --------------- | --------------- | --------------- | --------------- | --------------- | --------------- | --------------- | --------------- | --------------- | --------------- | --------------- | --------------- | --- |
| Face Value - Sortie: 13 février 1981 - Label: Atlantic (#V2185) - Formats: CD, LP, cassette             | 1               | 1               | 2               | 3               | 1               | 2               | 8               | 2               | 5               | 1               | 2               | 4               | 7               | - UK: 5 × Platine - FRA : 2 × Platine - AUT: Platine - CAN: Diamant - GER: 7 × Or - NLD: 2 × Platine - SWI: 2 × Platine - US: 5 × Platine                        |
| Hello, I Must Be Going - Sortie: 5 novembre 1982 - Label: Atlantic (#V2252) - Formats: CD, LP, cassette | 2               | 4               | 15              | —               | 1               | 6               | 12              | 3               | 4               | 7               | 2               | 20              | 8               | - UK: 3 × Platine - FRA: 2 × Platine - AUT: Or - GER: 2 × Platine - NLD: Or - SWI: Platine - US: 3 × Platine                                                     |
| No Jacket Required - Sortie : 18 février 1985 - Label: Atlantic (#V2345) - Formats: CD, LP, cassette    | 1               | 6               | 1               | 11              | 1               | 1               | 4               | 1               | 1               | 1               | 1               | 1               | 1               | - UK: 6 × Platine - FRA: 2 × Platine - AUT: Platine - CAN: Diamant - GER: 3 × Platine - NLD: Platine - SWI: 2 × Platine - US: Diamant                            |
| ...But Seriously - Sortie : 20 novembre 1989 - Label: Atlantic (#V2620) - Formats: CD, LP, cassette     | 1               | 1               | 1               | 1               | 1               | 1               | 1               | 1               | 1               | 1               | 1               | 1               | 1               | - UK: 9 × Platine - FRA: Diamant - AUS: 5 × Platine - AUT: 2 × Platine - CAN: 7 × Platine - GER: 6 × Platine - NLD: Platine - SWI: 5 × Platine - US: 4 × Platine |
| Both Sides - Sortie : 8 novembre 1993 - Label: Atlantic (#V2800) - Formats: CD, LP, cassette            | 1               | 1               | 8               | 1               | 6               | 1               | 1               | 1               | 4               | 3               | 1               | 7               | 13              | - UK: 2 × Platine - FRA: Platine - AUS: Platine - AUT: Platine - GER: 3 × Platine - NLD: Platine - SWI: 2 × Platine - US: Platine                                |
| Dance into the Light - Sortie: 21 octobre 1996 - Label: Atlantic (#82949-2) - Formats: CD, LP, cassette | 4               | 2               | 8               | 2               | 9               | 1               | 4               | 4               | 12              | 2               | 1               | 33              | 23              | - UK: Argent - FRA: 2 × Or - AUS: Or - CAN: Platine - GER: Platine - SWI: 2 × Platine - US: Or                                                                   |
| Testify - Sortie: 11 novembre 2002 - Label: Atlantic (#83563-2) - Formats: CD, cassette                 | 15              | 2               | 96              | 5               | —               | 3               | —               | 2               | 14              | 4               | 2               | —               | 30              | - UK: Or - FRA: 2 × Platine - AUT: Or - GER: 3 × Or - NLD: Platine - SWI: Platine                                                                                |
| Going Back - Sortie: 13 septembre 2010 - Label: Atlantic - Formats: CD, LP, digital download            | 1               | 3               | 3               | 3               | 3               | 2               | —               | 1               | 9               | 3               | 4               | 1               | 34              | - UK: Or - FRA: Platine - AUT: Or - CAN: Or - GER: Platine - SWI: Or                                                                                             |
| "—" désigne que l'album n'a pas été classé dans les charts ou n'est pas sorti dans un des pays.         |                 |                 |                 |                 |                 |                 |                 |                 |                 |                 |                 |                 |                 | |

### Compilations
- ...Hits est une compilation des hits de Phil Collins de 1998
- Love Songs: A Compilation… Old and New est une compilation de Phil Collins de 2004

## Singles

### Comme artiste principal
| Single                                                                     | Année           | Meilleure place | Meilleure place | Meilleure place | Meilleure place | Meilleure place | Meilleure place | Meilleure place | Meilleure place | Meilleure place | Meilleure place | Meilleure place | Certifications                            | Album                                    |
| Single                                                                     | Année           | FRA ,           | UK              | AUS             | AUT             | GER             | IRE             | NLD             | SWE             | SWI             | NZ              | US              | Certifications                            | Album                                    |
| -------------------------------------------------------------------------- | --------------- | --------------- | --------------- | --------------- | --------------- | --------------- | --------------- | --------------- | --------------- | --------------- | --------------- | --------------- | ----------------------------------------- | ---------------------------------------- |
| In the Air Tonight                                                         | 1981            | 1               | 2               | 3               | 1               | 1               | 2               | 2               | 1               | 1               | 1               | 19              | - UK: Or - GER: Or - US: 3 × Platine      | Face Value                               |
| I Missed Again                                                             | 1981            | —               | 14              | 88              | —               | 23              | 12              | 28              | —               | —               | 35              | 19              |                                           | Face Value                               |
| If Leaving Me Is Easy                                                      | 1981            | —               | 17              | —               | —               | 61              | 25              | —               | —               | —               | —               | —               |                                           | Face Value                               |
| Thru These Walls                                                           | 1982            | 15              | 56              | —               | —               | —               | 27              | 48              | —               | —               | —               | —               |                                           | Hello, I Must Be Going!                  |
| You Can't Hurry Love                                                       | 1982            | 3               | 1               | 3               | 3               | 3               | 1               | 1               | 6               | 3               | 9               | 10              | - UK: Or                                  | Hello, I Must Be Going!                  |
| I Don't Care Anymore                                                       | 1983            | —               | —               | —               | —               | —               | —               | —               | —               | —               | —               | 39              |                                           | Hello, I Must Be Going!                  |
| Don't Let Him Steal Your Heart Away                                        | 1983            | —               | 45              | —               | —               | —               | 18              | —               | —               | —               | —               | —               |                                           | Hello, I Must Be Going!                  |
| Why Can't It Wait 'Til Morning                                             | 1983            | —               | 89              | —               | —               | —               | —               | —               | —               | —               | —               | —               |                                           | Hello, I Must Be Going!                  |
| I Cannot Believe It's True                                                 | 1983            | —               | —               | —               | —               | —               | —               | —               | —               | —               | —               | 79              |                                           | Hello, I Must Be Going!                  |
| Against All Odds (Take a Look at Me Now)                                   | 1984            | 3               | 2               | 3               | 13              | 9               | 1               | 12              | 3               | 4               | 3               | 1               | - UK: Or - US: Or                         | Against All Odds soundtrack              |
| Easy Lover (avec Philip Bailey)                                            | 1985            | 14              | 1               | 74              | 21              | 5               | 1               | 2               | 10              | 8               | 2               | 2               | - UK: Or                                  | Chinese Wall                             |
| Sussudio                                                                   | 1985            | —               | 12              | 8               | —               | 17              | 14              | 12              | 13              | 9               | 27              | 1               | - US: Or                                  | No Jacket Required                       |
| One More Night                                                             | 1985            | 24              | 4               | 2               | 6               | 10              | 4               | 8               | —               | 6               | 5               | 1               | - UK: Argent - US: Or                     | No Jacket Required                       |
| Don't Lose My Number                                                       | 1985            | 75              | —               | 10              | —               | —               | —               | 44              | —               | —               | 22              | 4               |                                           | No Jacket Required                       |
| Take Me Home                                                               | 1985            | —               | 19              | 64              | —               | —               | 13              | —               | —               | —               | —               | 7               |                                           | No Jacket Required                       |
| Separate Lives (with Marilyn Martin)                                       | 1985            | 44              | 4               | 14              | —               | 50              | 1               | 43              | —               | —               | 29              | 1               | - UK: Argent                              | White Nights soundtrack                  |
| In the Air Tonight (Remix)                                                 | 1988            | 20              | 4               | 47              | 4               | 3               | 6               | 17              | —               | —               | —               | —               |                                           | Non-album single                         |
| A Groovy Kind of Love                                                      | 1988            | 15              | 1               | 2               | 6               | 3               | 1               | 2               | 5               | 1               | 3               | 1               | - UK: Argent - GER: Or - US: Or           | Buster soundtrack                        |
| Two Hearts                                                                 | 1988            | 24              | 6               | 13              | 14              | 3               | 3               | 6               | —               | 4               | 21              | 1               | - UK: Argent                              | Buster soundtrack                        |
| Another Day in Paradise                                                    | 1989            | 8               | 2               | 11              | 2               | 1               | 2               | 1               | 1               | 1               | 5               | 1               | - UK: Argent - AUS: Or - GER: Or - US: Or | ...But Seriously                         |
| I Wish It Would Rain Down                                                  | 1990            | 11              | 7               | 15              | 26              | 8               | 4               | 4               | 7               | 8               | 27              | 3               |                                           | ...But Seriously                         |
| Something Happened on the Way to Heaven                                    | 1990            | 35              | 15              | 58              | —               | 26              | 8               | 9               | —               | 26              | —               | 4               |                                           | ...But Seriously                         |
| That's Just the Way It Is                                                  | 1990            | 77              | 26              | —               | —               | 51              | 5               | 13              | —               | 29              | —               | —               |                                           | ...But Seriously                         |
| Hang in Long Enough                                                        | 1990            | —               | 34              | —               | —               | —               | 27              | —               | —               | —               | —               | 23              |                                           | ...But Seriously                         |
| Do You Remember?                                                           | 1990            | 22              | 57              | 83              | —               | 46              | 25              | 20              | —               | —               | —               | 4               |                                           | Serious Hits... Live!                    |
| Who Said I Would                                                           | 1991            | 47              | —               | —               | —               | —               | —               | —               | —               | —               | —               | 73              |                                           | Serious Hits... Live!                    |
| Both Sides of the Story                                                    | 1993            | 30              | 7               | 41              | 22              | 12              | 21              | 8               | 31              | 11              | —               | 25              |                                           | Both Sides                               |
| Everyday                                                                   | 1994            | 44              | 15              | 66              | —               | 35              | 26              | 28              | —               | —               | —               | 24              |                                           | Both Sides                               |
| We Wait and We Wonder                                                      | 1994            | —               | 45              | —               | —               | 52              | —               | 36              | —               | —               | —               | —               |                                           | Both Sides                               |
| Dance into the Light                                                       | 1996            | 48              | 9               | 36              | 31              | 42              | —               | 14              | —               | 26              | —               | 45              |                                           | Dance into the Light                     |
| It's in Your Eyes                                                          | 1996            | —               | 30              | 74              | —               | —               | —               | —               | —               | —               | —               | 77              |                                           | Dance into the Light                     |
| No Matter Who                                                              | 1997            | —               | —               | —               | 69              | —               | —               | —               | —               | —               | —               |                 |                                           | Dance into the Light                     |
| Wear My Hat                                                                | 1997            | 75              | 43              | —               | —               | 81              | —               | 90              | —               | —               | —               | —               |                                           | Dance into the Light                     |
| The Same Moon                                                              | 1997            | —               | —               | —               | —               | 87              | —               | —               | —               | —               | —               | —               |                                           | Dance into the Light                     |
| True Colors                                                                | 1998            | 33              | 26              | —               | 20              | 35              | —               | 73              | —               | —               | —               | 112             |                                           | ...Hits                                  |
| You'll Be in My Heart                                                      | 1999            | —               | 17              | 43              | 30              | 20              | —               | 35              | —               | 24              | 13              | 21              |                                           | Tarzan soundtrack                        |
| Strangers Like Me                                                          | 2000            | 52              | —               | —               | 28              | 29              | —               | 75              | —               | 22              | —               | —               |                                           | Tarzan soundtrack                        |
| Son of Man                                                                 | 2000            | 96              | —               | —               | —               | 68              | —               | —               | —               | —               | —               | —               |                                           | Tarzan soundtrack                        |
| Two Worlds                                                                 | 2000            | —               | —               | —               | —               | 43              | —               | —               | —               | 91              | —               | —               |                                           | Tarzan soundtrack                        |
| Can't Stop Loving You                                                      | 2002            | 3               | 28              | 73              | 23              | 11              | 39              | 3               | 20              | 23              | 48              | 76              |                                           | Testify                                  |
| Come with Me                                                               | 2003            | —               | —               | —               | —               | —               | —               | —               | —               | —               | —               | —               |                                           | Testify                                  |
| He Least You Can Do/Wake Up Call                                           | 2003            | 86              | —               | —               | 87              | —               | 78              | —               | —               | —               | —               |                 |                                           | Testify                                  |
| Look Through My Eyes                                                       | 2003            | —               | 61              | —               | —               | 51              | —               | 18              | —               | 31              | —               | —               |                                           | Brother Bear soundtrack                  |
| No Way Out                                                                 | 2004            | 21              | —               | —               | —               | 74              | —               | —               | —               | —               | —               | —               |                                           | Brother Bear soundtrack                  |
| Don't Let Him Steal Your Heart Away" (Re-release)                          | 2004            | —               | —               | —               | —               | —               | —               | —               | —               | —               | —               | —               |                                           | Love Songs: A Compilation... Old and New |
| (Love Is Like A) Heatwave                                                  | 2010            | —               | —               | —               | 52              | 30              | —               | 82              | —               | —               | —               | —               |                                           | Going Back                               |
| Going Back                                                                 | 2010            | —               | —               | —               | 45              | 49              | —               | —               | —               | 50              | —               | —               |                                           | Going Back                               |
| Single numéro 1                                                            | Single numéro 1 | 1               | 3               | —               | 1               | 2               | 5               | 2               | 2               | 4               | 1               | 7               |                                           |                                          |
| Top 10 singles                                                             | Top 10 singles  | 5               | 13              | 7               | 8               | 12              | 13              | 11              | 7               | 12              | 7               | 14              |                                           |                                          |
| "—" signifie que le single n'est pas sorti ou classé dans le pays indiqué. |                 |                 |                 |                 |                 |                 |                 |                 |                 |                 |                 |                 |                                           |                                          |

### En tant qu'artiste invité
| Year                                                                       | Single                                              | Meilleure place | Meilleure place | Meilleure place | Meilleure place | Meilleure place | Meilleure place | Meilleure place | Meilleure place | Meilleure place | Meilleure place | Certifications        | Album                             |
| Year                                                                       | Single                                              | UK              | AUS             | AUT             | GER             | IRE             | NL              | SWE             | SWI             | NZ              | US              | Certifications        | Album                             |
| -------------------------------------------------------------------------- | --------------------------------------------------- | --------------- | --------------- | --------------- | --------------- | --------------- | --------------- | --------------- | --------------- | --------------- | --------------- | --------------------- | --------------------------------- |
| 1984                                                                       | Do They Know It's Christmas? (Band Aid)             | 1               | 1               | 1               | 1               | 1               | 1               | 1               | 1               | 1               | 13              | - UK: Argent - US: Or | Now That's What I Call Christmas! |
| 1993                                                                       | Hero (David Crosby featuring Phil Collins)          | 56              | —               | —               | —               | —               | —               | —               | —               | 32              | 44              |                       | Thousand Roads                    |
| 2001                                                                       | In the Air Tonite (Lil' Kim featuring Phil Collins) | 26              | 91              | 8               | 3               | —               | 30              | 27              | 11              | —               | —               | - GER: Or             | Urban Renewal                     |
| 2003                                                                       | Home (Bone Thugs-N-Harmony featuring Phil Collins)  | 19              | —               | —               | —               | 35              | 83              | —               | 85              | 6               | —               |                       | Thug World Order                  |
| "—" signifie que le single n'est pas sorti ou classé dans le pays indiqué. |                                                     |                 |                 |                 |                 |                 |                 |                 |                 |                 |                 |                       |                                   |